# Zaïoukovo
Zaïoukovo (en russe : Заю́ково, en kabarde : Зэикъуэ) est un village du raïon de Baksan de la Kabardino-Balkarie, en Russie. Sa population s'élevait à 12 005 habitants en 2023.

## Géographie
Zaïoukovo est située dans la république de Kabardino-Balkarie, un sujet de Ciscaucasie de la Russie. Le village se trouve dans le district fédéral du Caucase du Nord. Zaïoukovo est l'une des localités du raïon de Baksan, une subdivision de la république dont le centre administratif est la ville de Baksan. Le village forme l'établissement rural de Zaïoukovo, une municipalité dont il est la seule localité.

## Démographie
Recensements (*) et estimations de la population:
| 2002 * | 2010*  | 2021*  | 2023   | - |
| ------ | ------ | ------ | ------ | - |
| 10 252 | 11 229 | 11 976 | 12 005 | - |